# 贝昂
贝昂（法語：Béhen）是法国皮卡第大区索姆省的一个市镇，属于阿布维尔区穆瓦耶讷维尔县。该市镇2009年时的人口为509人。

## 人口
贝昂人口变化图示
| 数据来源：INSEE |